# Haim (hudební skupina)

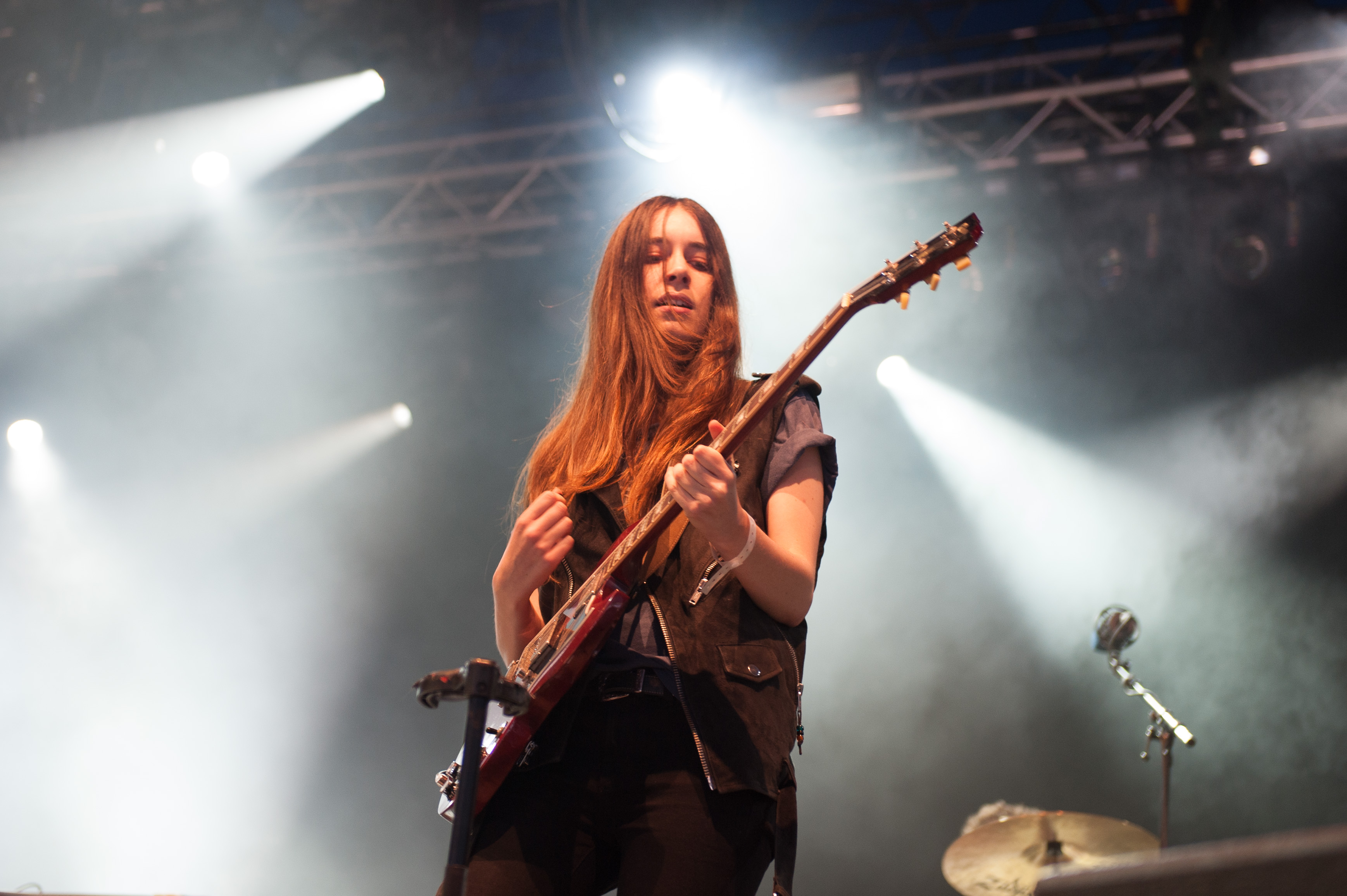
Danielle Haim na festivalu Way Out West konajícím se ve Švédsku; 2013

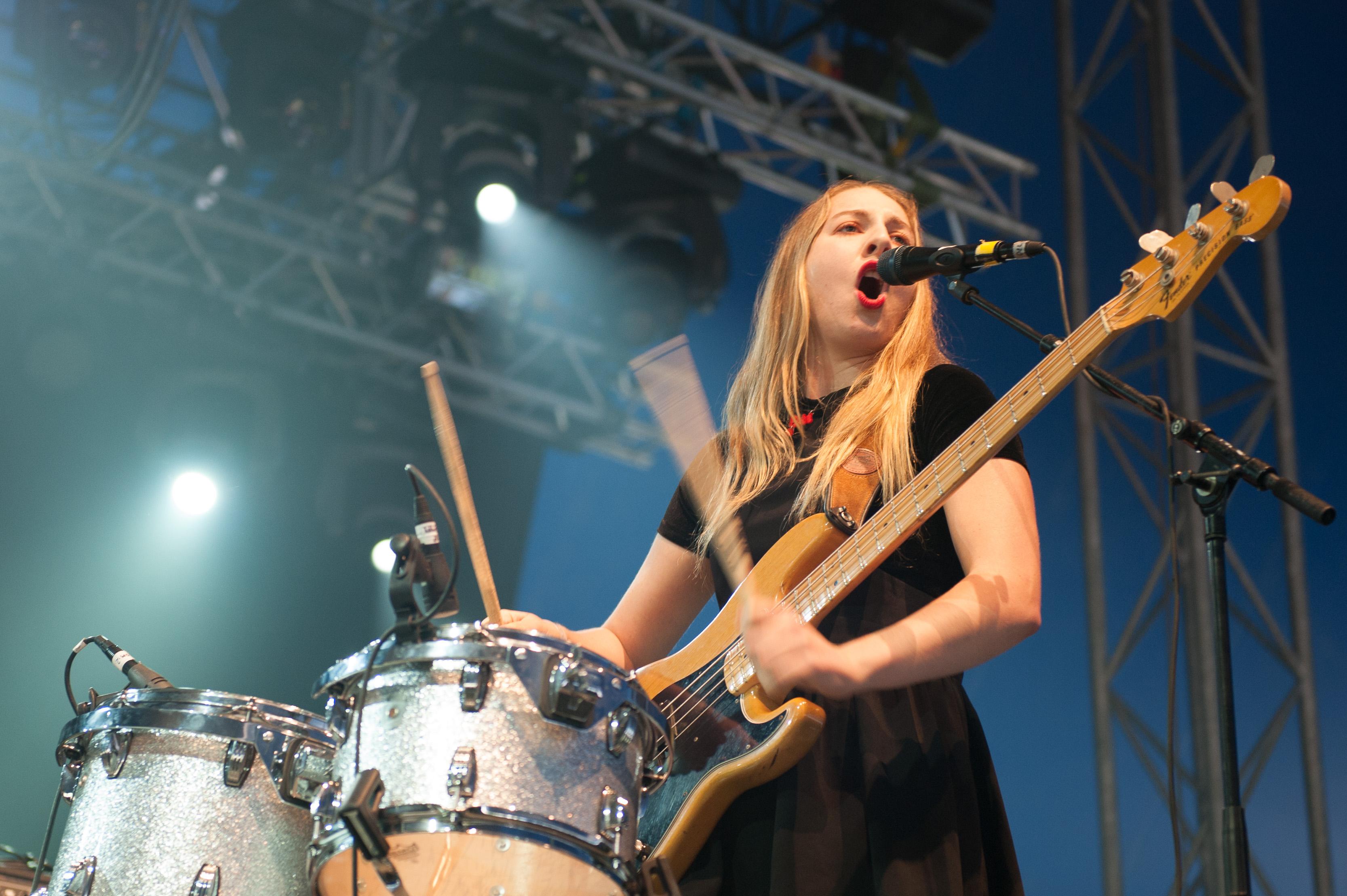
Este Haim na festivalu Way Out West konajícím se ve Švédsku; 2013

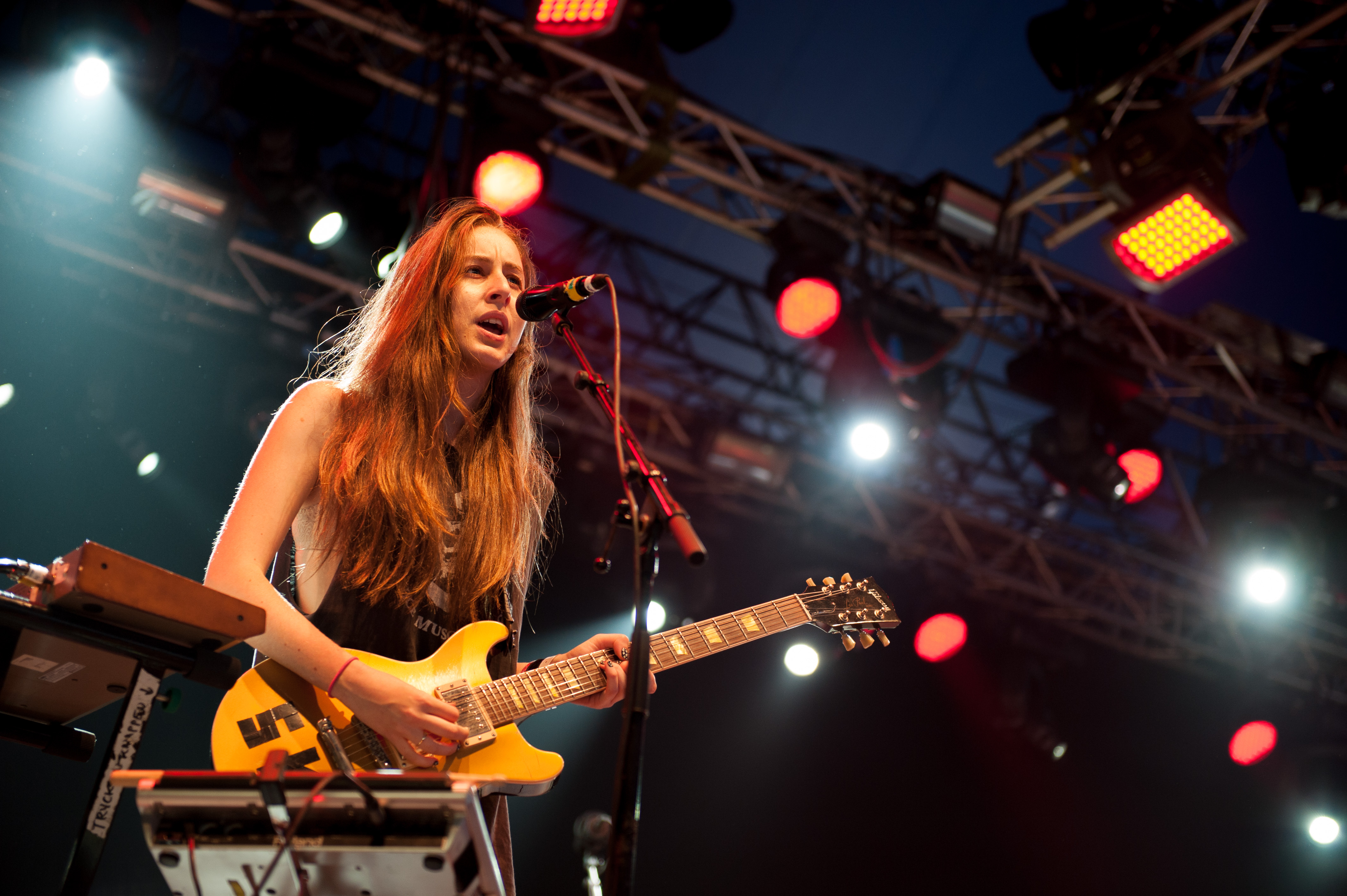
Alana Haim na festivalu Way Out West konajícím se ve Švédsku; 2013

Haim je hudební skupina založená v Los Angeles roku 2006, která však až do roku 2012 nevydala žádný singl. Jádro skupiny je tvořená sestrami Este Haim (narozena roku 1986), Danielle Haim (narozena roku 1989) a Alanou Haim (narozena roku 1991), kterým sekunduje bubeník Dash Hutton, bývalý člen skupin Wires on Fire a Slang Chicken od roku 2012. Kapela je nejčastěji přirovnávána ke skupině Fleetwood Mac. Jejich styl je popisován jako když „nu-folk–potká–devadesátkové–R&B“ a „hudba, která zní jako kdyby byla napsaná v úkrytu na břehu jezera obývaném Stevie Nicks, Johnem Waitem a En Vogue“.

## Kariéra

### 2005: Začátky kariéry
Sestry vyrůstaly v údolí San Fernanda, Los Angeles na klasické rockové hudbě z let sedmdesátých. V době studií založili jejich rodiče rodinnou skupinu nazvanou „Rockinhaim“, která hrála na charitativních trzích a ve které hrál na bubny jejich v Izraeli narozený otec Mordechai („Moti“) a na kytaru jejich matka Donna. Danielle a Este byly členkami skupiny „The Valli Girls“, inspirované hudbou Pat Benatar, Blondie, Gwen Stefani, The Pretenders a Queen, pocházející z Jižní Kalifornie a podepsané pod vydavatelstvími Columbia Records / Sony Records. Jejich největším úspěchem byl soundtrack k filmu Sesterstvo putovních kalhot. Jejich skladba „Valli Nation“ byla umístěna na soundtracku k cenám z roku 2005, Nickelodeon Kids' Choice Awards, „po boku takových popových superhvěz jako jsou Avril Lavigne, Alicia Keys, Simple Plan a Good Charlotte.
Haim bývají srovnáváni s legendární soft rockovou kapelou Fleetwood Mack, i přesto, že sestry trvají na tom, že jejich inspirací jsou kapely mnohem „mladší“. V interview prozradily, že byly velkými fanynkami skupin TLC a Destiny's Child, momentálně jsou jejich inspirací zpěváci Kendrick Lamar, Jessie Ware a Azealia Banks. I díky tomu zní jejich hudba folk-rockově s nádechem R&B/hip-hopu.

### 2006–10: Formace skupiny
Tak jak sestry pomalu vyrůstaly, snažily se do své hudby více začlenit pop a moderní R&B. V roce 2006 se rozhodli, že společně založí vlastní kapelu. Následujících 5 let hrály v lokálních podnicích, ale protože byly zaneprázdněny jinými projekty, nepodnikly žádné další kroky. Este v té době studovala na UCLA, kterou v roce 2010 úspěšně dokončila s titulem z etnomuzikologie, přičemž jí stačily pouhé dva roky, namísto obvyklých pěti. Danielle byla ihned po ukončení střední školy požádána, aby v kapele, která předskakovala na nadcházejícím turné zpěvačky Jenny Lewis hrála na bubny, což vedlo k tomu, že Jenny Lewis požádala Danielle, aby jí doprovázela na kytaru. Zpěvák kapely The Strokes, Julian Casablancas, po navštívení jednoho z koncertů oslovil Danielle, zda by ho na jeho sólovém turné nedoprovodila na perkuse a kytaru. Danielle Haim poté dokonce vyjela na turné se zpěvákem Cee Lo Greenem. Následně po tom, co se Danielle vrátila z turné a Este dokončila studium, se sestry rozhodly soustředit pouze na kariéru s kapelou Haim. Jejich nejmladší sestra Alana strávila ještě rok na vysoké, než se rozhodla sestry v kapele doplnit.
Všechny tří sestry jsou schopné hrát na více než jeden instrument: Este hraje na kytaru a na basovou kytaru, Danielle hraje na hlavní kytaru a na bubny a Alana umí hrát na kytaru, klávesy a perkuse. Během koncertů a nahrávání hraje Este na basovou kytaru, Danielle zpívá a hraje na hlavní kytaru a Alana hraje na rytmickou kytaru, klávesy a perkuse. Este si na koncertech získává publikum díky svému přímočarému a mnohdy nevybranému žertování s publikem, což většinou vede ke ztrapnění zbylých sester.

### 2012–současnost: Průlom, nahrávací smlouva a debutové album
Kapela Haim předskakovala již takovým umělcům jako jsou Edward Sharpe and the Magnetic Zeros, The Henry Clay People a Ke$ha. To jim dopomohlo k vydání prvního EP nazvaného Forever, které bylo od 10. února 2012 po krátkou dobu dostupné zdarma na jejich oficiálních stránkách. EP si získalo pozornost médií a široké veřejnosti. Následoval úspěšný koncert na festivalu South by Southwest v březnu roku 2012, díky kterému kapela v červnu podepsala nahrávací smlouvu s britskou společností Polydor Records. V červenci vydalo nezávislé vydavatelství National Anthem Forever EP na gramofonové desce, která mimo originálních 3 skladeb obsahovala i remix skladby „Forever“ od Dana Lissvika. Následovalo společné turné po Spojených státech s kapelou Mumford & Sons v srpnu roku 2012. Své první koncertní turné uspořádala kapela Haim v listopadu. V prosinci předskakovali skupině Florence and the Machine na jejich turné po Spojeném království a Irsku. 16. října 2012 zazněla skladba Don't Save Me ve vysílání rádia BBC One. Debutové album skupiny by mělo vyjít v roce 2013.
Britský hudební magazín NME umístil titulní skladbu z Forever EP na 4. příčku nejlepších skladeb roku 2012. 4. ledna 2013 bylo oznámeno, že Haim zvítězili v anketě BBC Sound of 2013, která každoročně vyhlašuje nejnadějnější hudební umělce pro nadcházející rok. V březnu roku 2013 byla skupina Haim zařazena magazínem Fuse mezi 30 hudebních umělců, které musíte vidět na festivalu SXSW.
Duke Dumont zremixoval jejich skladbu „Falling“. Na začátku roku 2013 spolupracovaly s Kid Cudim na jeho skladbě „Red Eye“, která se objevila na jeho třetí studiové desce Indicud.
Danielle Haim se spoluprací s Major Lazerem na skladbě „You're No Good“ zařadila mezi další umělce, s kterými Major Lazer pracoval na svém druhém albu „Free the Universe“, jako jsou Santigold, Vybz Kartel a Yasmin.
Na festivalu Glastounbury se po svém koncertu objevily na pódiu společně s kapelou Primal Scream, se kterou společně zazpívali skladby „It's Alright, It's OK“, „Rocks“ a „Come Together“.
V červnu sestry dokončily práce na svém debutovém albu „Days Are Gone“, které vyjde 30. září 2013. Hm.
29. července 2013 vydaly nový singl s názvem „The Wire“.
Pracují v současné době na svém druhém albu. Průlomem můžeme také označit spolupráci s Calvinem Harrisem, který vydal singl Pray To God, který nahrál spolu s HAIM.

## Diskografie

### Studiová alba
| Název         | Detaily alba                                                                                     |
| ------------- | ------------------------------------------------------------------------------------------------ |
| Days Are Gone | - Vydáno: 30. září 2013 - Vydavatelství: Polydor Records - Formáty: CD, digitální stažení, vinyl |

### Extended Plays
| Název                        | Detaily EP                                                                      |
| ---------------------------- | ------------------------------------------------------------------------------- |
| Forever                      | - Vydáno: 2. červenec 2012 - Vydavatelství: National Anthem - Formát: 10" vinyl |
| ITunes Festival: London 2012 | - Vydáno: 2. listopad 2012 - Vydavatelství: Polydor - Formát: Digitální stažení |

### Singly
| „Forever“       | 2012 | —  | 27              | —               | 75              | Days Are Gone |
| „Don't Save Me“ | 2012 | 66 | 28              | 70              | 32              | Days Are Gone |
| „Falling“       | 2013 | 86 | 20              | —               | 30              | Days Are Gone |
| „The Wire“      | 2013 | 27 | vydáno 23. září | vydáno 23. září | vydáno 23. září | Days Are Gone |
| „—“             |      |    |                 |                 |                 |               |

### Ostatní skladby umístěné v hitparádě
| Název        | Rok  | Nejvyšší pozice v hitparádě | Album      |
| Název        | Rok  | UK                          | Album      |
| ------------ | ---- | --------------------------- | ---------- |
| „Better Off“ | 2013 | 163                         | Forever EP |

### Hudební videoklipy
| Název           | Rok  | Režisér         |
| --------------- | ---- | --------------- |
| „Forever“       | 2012 | Austin Peters   |
| „Don't Save Me“ | 2012 | Austin Peters   |
| „Falling“       | 2013 | Tabitha Denholm |

### Spolupráce s ostatními umělci
| Název               | Rok  | Umělec       | Album    |
| ------------------- | ---- | ------------ | -------- |
| „Red Eye“           | 2013 | Kid Cudi     | Indicud  |
| „no body, no crime” | 2021 | Taylor Swift | evermore |

## Ocenění a nominace
| Rok  | Organizace        | Ocenění            | Výsledek |
| ---- | ----------------- | ------------------ | -------- |
| 2012 | MTV               | Brand New For 2013 | Nominace |
| 2012 | BBC Sound of 2013 | Sound of 2013      | Výhra    |